# بيشوي كامل
القمص بيشوي كامل
هو سامي كامل اسحق أسعد (1931-1979)

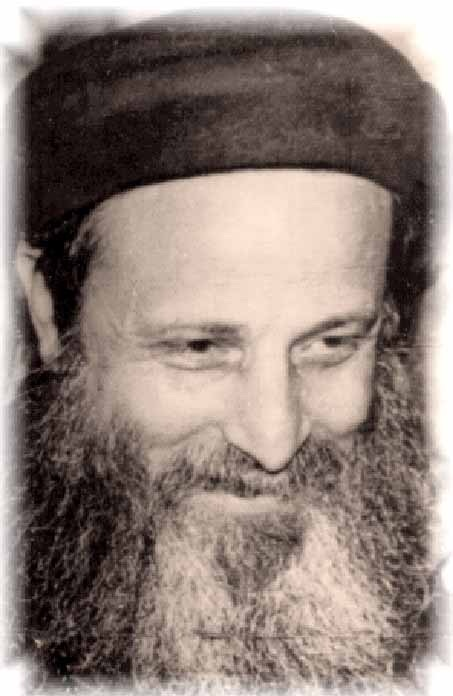
ابونا بيشوي كامل

قبل سيامته كاهنا يوم 2 ديسمبر عام 1959 على مذبح كنيسة الشهيد العظيم مار جرجس باسبورتنج بالأسكندرية - مصر.

## التعليم
- حصل على بكالوريوس علوم (قسم جيولوجيا) من جامعة الإسكندرية سنة 1951 بتقدير جيد.
- التحق بمعهد التربية العالي للمعلمين وحصل على دبلوم تربية وعلم نفس سنة 1952 بتقدير ممتاز وكان ترتيبه الأول على دفعته.
- عمل كمدرس للكيمياء بمدرسة الرمل الثانوية للبنين بالإسكندرية.
- حصل على ليسانس آداب - فلسفة - سنة 1954، وفي نفس الوقت التحق بالكلية الاكليريكية بالإسكندرية وحصل على بكالوريوس العلوم اللاهوتية سنة 1956، وكان الأول على دفعته.
- عين معيدا بمعهد التربية العالي بالإسكندرية سنة 1957 وهو معهد تابع لوزارة التربية والتعليم.
- التحق بكلية التربية بالقاهرة سنة 1958 وحصل على دبلوم التخصص في علم النفس في أكتوبر سنة 1959.

## خدمته
بدأ خدمته سنة 1948 وهو في السابعة عشر من عمره وهو ما زال طالبا في الجامعة بخدمة التربية الكنسية بكنيسة السيدة العذراء بمحرم بك، واستمر في خدمته مع دراسته بنجاح - وكانت خدمة مدارس الأحد في ذلك الوقت تقام في المدارس القبطية المحيطة بالكنيسة إلا أن الخادم سامي كامل نجح بنقل خدمة مدارس الأحد إلي داخل حضن الكنيسة.
ويقول أحد تلاميذ أستاذ/ سامي والذي أصبح فيما بعد كاهنا «كنا بنشوف سامي موجود في الكنيسة كل يوم خميس وجمعة بصفة دائمة، وفي الصوم الكبير كان يذهب إلى فراش الكنيسة - عم بولس - ويأكل معه وجبة الغذاء، كان طاحونة لا تتوقف أبدا عن العمل، ينتظر الأطفال ويتابع كل شيء لدرجة أننا كنا نراه في أوقات من شدة الأرهاق جالسا على سلم الكنيسة الرخام وهو نائم، وكنا نشفق عليه ولكن لا ندري ما يمكننا عمله لكي نريحه ولو قليلا وهو استاذنا الكبير، فقد كان لا يعطي نفسه راحة ولا يشفق على نفسه أبدا كل هذا وهو علماني!!».....
كما خدم الاستاذ/ سامي الشباب الجامعي حتى أصبح أمينا عاما للخدمة رغم صغر سنه..

## قام بتأسيس الكنائس الآتية
- كنيسة مار جرجس بالحضرة
- كنيسة رئيس الملائكة ميخائيل بمصطفى كامل
- كنيسة الأنبا تكلا هيمانوت بالإبراهيمية
- كنيسة القديس مار مرقس والبابا بطرس خاتم الشهداء بسيدي بشر
- كنيسة العذراء والقديس كيرلس عامود الدين بكيلوباترا
- كنيسة الأنبا أنطونيوس والأنبا بيشوي بحي اللبان

تزوج من أنجيل باسيلي قبل سيامته مباشرة. لكنه ولرغبته في الرهبنة ورغبة زوجته في الرهبنة أيضا عاشا في بتولية.
يعتبره الكثيرون من الاقباط في مصر قديسا. ولكن ليس لقدرته على صنع المعجزات بل بالاحرى على قدرتة غير العادية على العطاء والتواضع والعمل الدؤوب من اجل الاخرين.
أصيب بورم خبيث توفى على اثره في 21 مارس سنة 1979. وكان يقول أثناء مرضه ان هذا المرض يجعله يشترك مع المسيح في ألامه، ولذلك اسماه مرض الفردوس.

## كتب
قائمة ببعض كتب القمص بيشوي كامل 
- أثمار الفردوس 1 [9]
- أثمار الفردوس 2 [10]
- الرعاية في الكنيسة [11]
- الصليب في حياة القمص بيشوي
- الصليب
- العهدالجديد باللغة القبطية والعربية
- إمسك بالخشبة
- إنجيل برنابا المزعوم [12]
- إيمان كنيستنا القبطية الأرثودكسية
- بذل الذات
- الصديق الدائم [13]
- مارمرقس [14]
- الرحلة من أورشليم للجلجثة [15]